# Гензель, Луиза Мария
Луиза Мария Гензель (нем. Luise Maria Hensel; 30 марта 1798, Линум, Бранденбург — 18 декабря 1876, Падерборн, Северный Рейн-Вестфалия) — немецкая писательница, религиозная поэтесса и педагог, оказавшая заметное влияние на романтический стиль своего друга и коллеги-поэта Клеменса Брентано.

## Биография
Луиза Мария Гензель родилась 30 марта 1798 года в Линуме; младшая сестра художника Вильгельма Гензеля, невестка певицы, композитора и пианистки Фанни Мендельсон. Ее отец, Иоганн, был местным лютеранским священником. После смерти отца, в 1809 году, мать Луизы с сыном и тремя дочерьми вернулась в родной город Берлин. Луиза училась в столичной средней школе, где проявила необычайный талант.

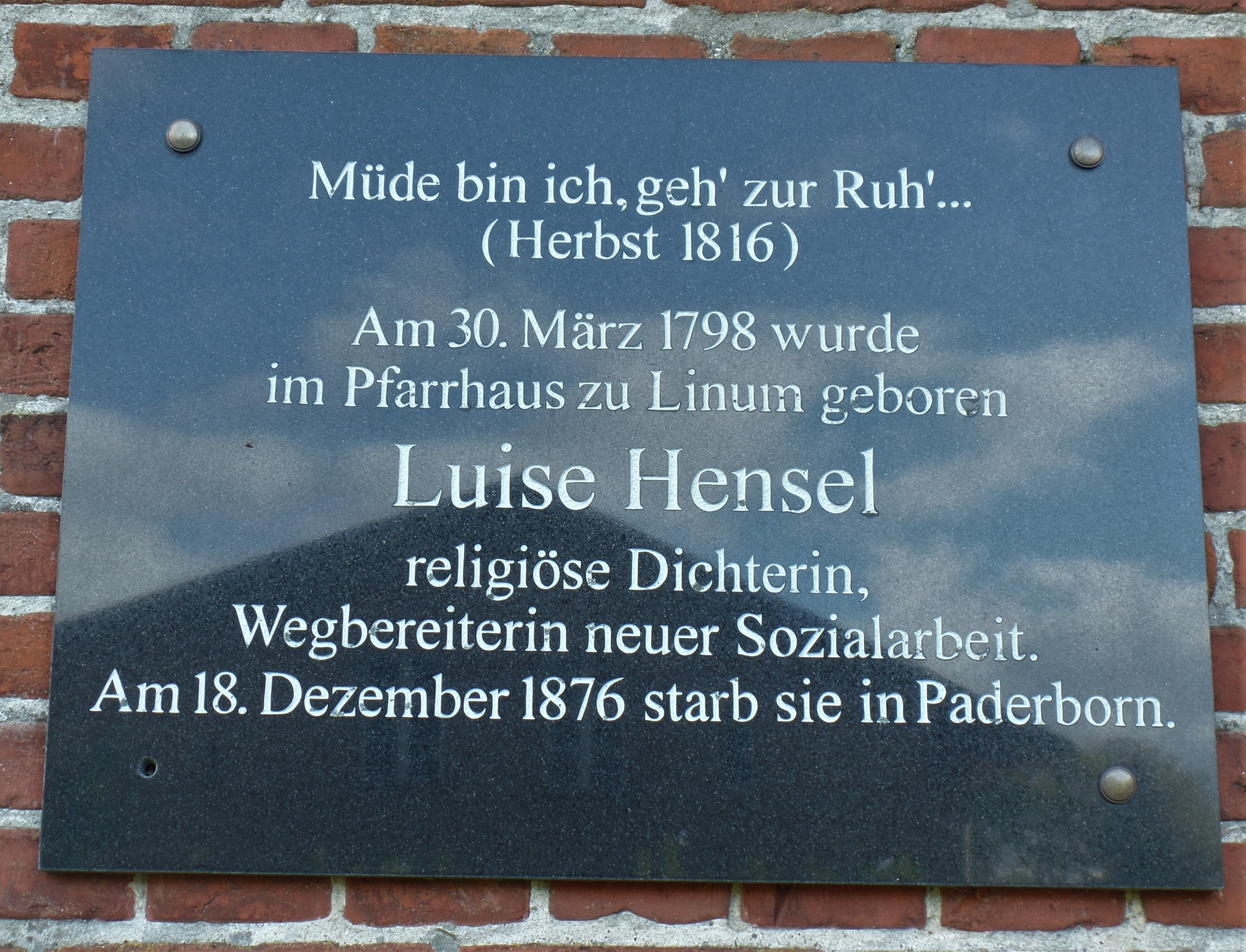
Памятная доска Гензель

В 1816 году вслед за братом Луиза Гензель вошла в домашний салон Фридриха Августа фон Штегемана, где познакомилась с рядом крупных культурных фигур эпохи. Три из них — поэты Клеменс Брентано и Вильгельм Мюллер и композитор Людвиг Бергер — влюбились в юную девушку. Брентано назвал ее «ангелом в пустыне», в 1817 году он писал своему брату: «Эти песни (имея в виду двадцать песен, присланных ему Гензель) сначала разбили мне сердце, заставив меня расплакаться, их правдивость и простота поразили меня как самое святое, что мог сотворить человек». Мюллера любовь к Гензель вдохновила на создание стихотворного цикла «Прекрасная мельничиха», известного благодаря одноимённому циклу песен Франца Шуберта; ранние варианты этих песен были написаны Мюллером непосредственно в салоне Штегемана для любительского спектакля, музыку к которому сочинил Бергер; в этом спектакле были использованы и два стихотворения самой Гензель из числа ранних, нерелигиозных произведений, которых она позднее никогда не публиковала.
Любовь к другому человеку, случайному знакомому Эрнсту Людвигу фон Герлаху, который позже стал учителем Отто фон Бисмарка, привела к тому, что Гензель заняла высокое место в Центристской партии — одной из самых влиятельных политических партий Германии того времени. Это противоречило ее религиозным чувствам, и 8 декабря 1818 года в Хедвигскирхе в Берлине она примкнула к католической церкви.

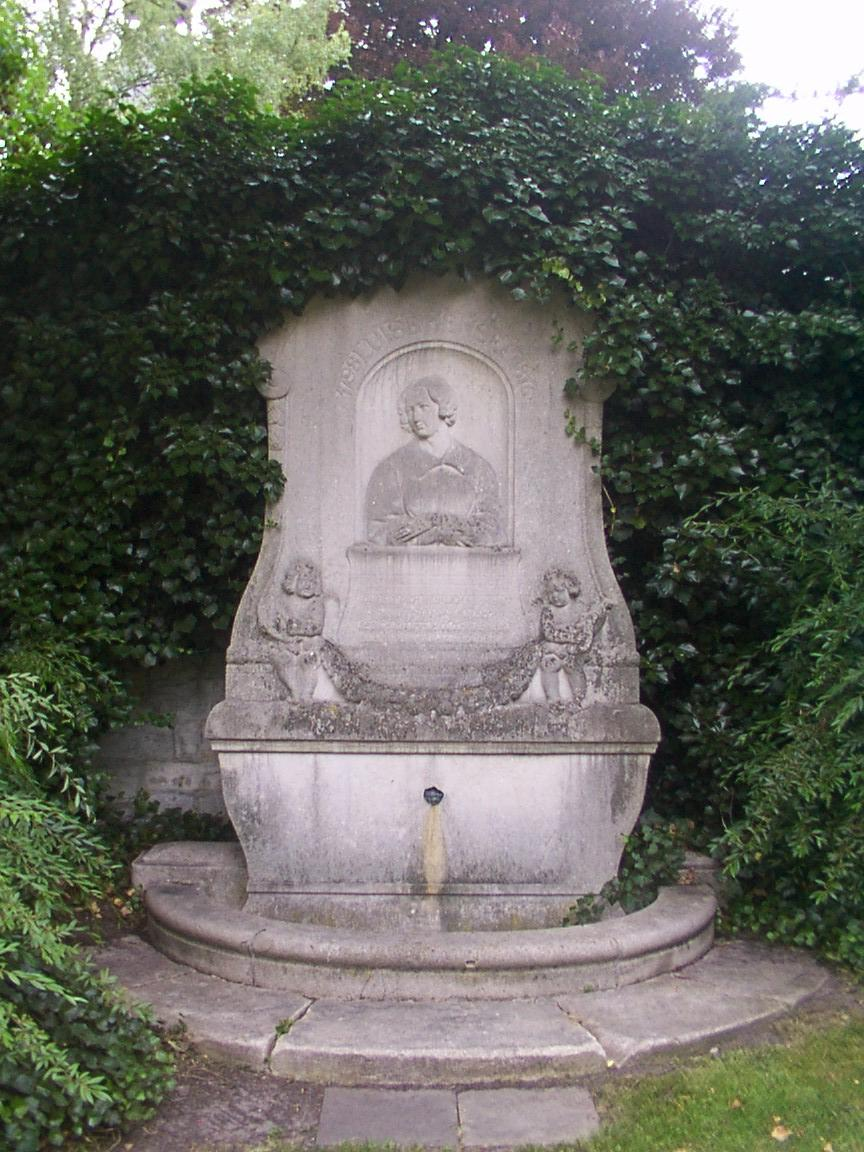
Памятник Луизе Гензель

Перечисленные обстоятельства тяжело давили на Гензель, и в 1819 году она покинула столицу и на поступила на службу к княгине Мими Зальм-Райффершайдт-Краутхайм (нем. Mimi Salm-Reifferscheidt-Krautheim), отправившись сначала в Мюнстер, а затем в Дюссельдорф. В Мюнстере под влиянием религиозного учителя Бернхарда Оверберга (нем. Bernhard Overberg) её убеждения еще более углубились и 6 марта 1820 года, она дала обет девственности.
В 1821 году она устроилась учительницей к вдове поэта графа Фридриха Леопольда цу Штольберга в усадьбе Зондермюлен под городом Мелле, где прожила до 1823 года. Затем вместе со своим приёмным сыном (ребёнком её умершей сестры) Гензель переехала в небольшой вестфальский городок Виденбрюк (ныне Реда-Виденбрюкк), где она прожила до 1827 года.

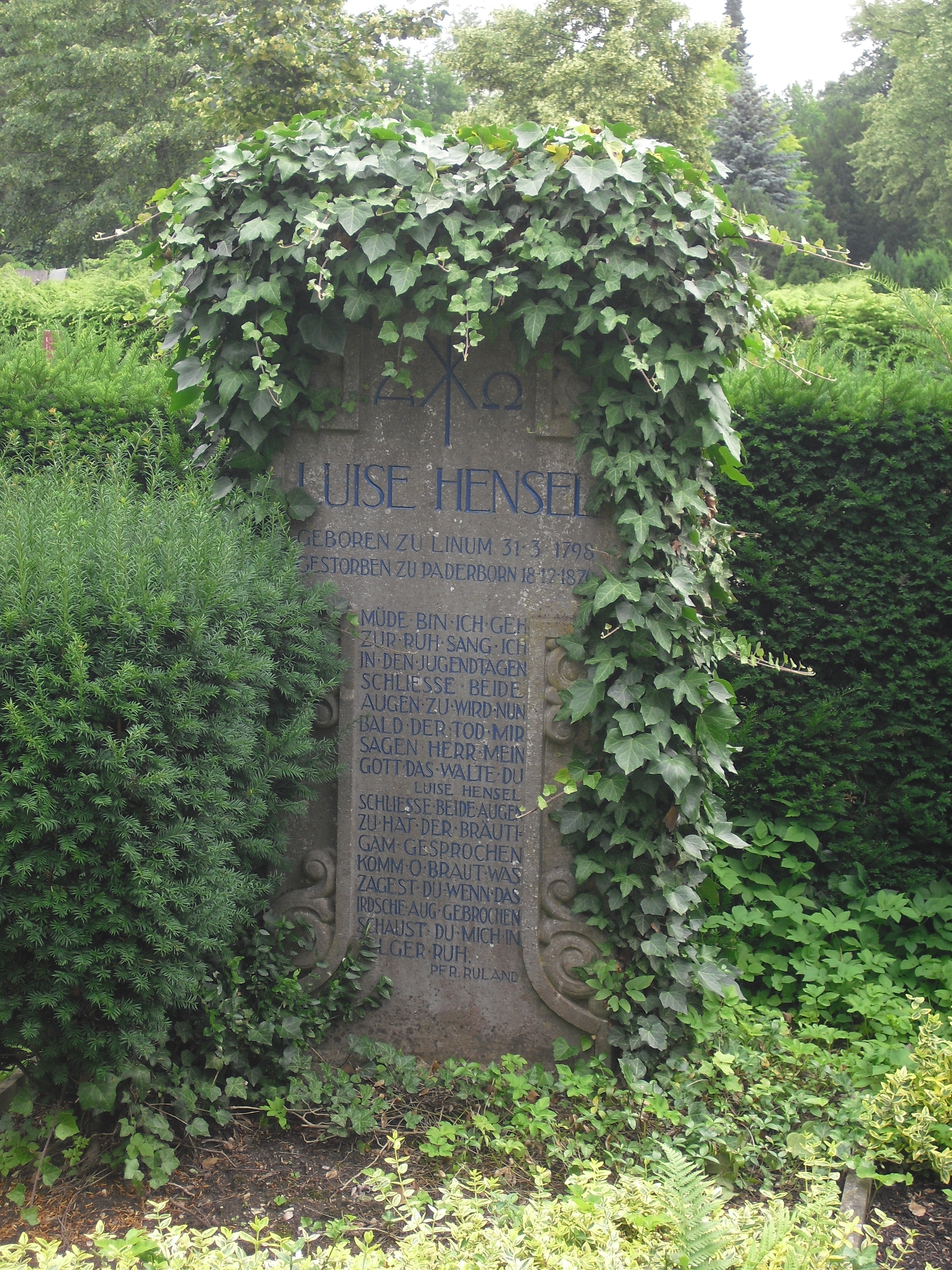
Могила Л. Гензель

Она начала преподавать в Академии Святого Леонарда в Ахене, где обучала детей в течение шести лет, занимаясь, среди прочих с Кларой Фей, в дальнейшем основавшей организацию «Сёстры бедных детей Иисуса». В 1826 году Паулина фон Маллинкродт, основательница монашеского ордена «Сестер христианского милосердия», тоже стала одной из учениц Гензель. В 1833 году Луиза Гензель вновь вернулась в Берлин, чтобы заботиться о своей престарелой матери.
Её религиозные убеждения снова подверглись испытанию любовью, на этот раз в форме предложения руки и сердца от врача Клеменса Августа Алертца, который впоследствии стал личным врачом римских пап Григория XVI и Пия IX. Она продолжала преподавать и писать религиозные стихи, несколько раз переезжая. Последние годы жизни она провела в Падерборне со своей бывшей ученицей Полиной Маллинкродт, в монастыре «Сестёр христианского милосердия», где и скончалась 18 декабря 1876 года.
Собрание её стихотворений издано впервые Клетке (1858), а переписка — Шлитером (1878).